# Pereira (Barcelos)
Pereira es una freguesia portuguesa situada en el municipio de Barcelos. Según el censo de 2021, tiene una población de 1241 habitantes.